# Spirou & Fantásio (desenhos animados)

Spirou & Fantásio é uma série de desenhos animados franco-belga baseada na popular franquia de histórias de banda desenhada franco-belga do mesmo nome publicada desde 1938. Foi co-produzida entre os estúdios TF1, Dupuis Audiovisuel, Ciné-Groupe e Astral de 2006 a 2009 rendendo 3 temporadas com 13 episódios em cada.
A série conta as agitadas aventuras dos repórteres Spirou e Fantásio que juntos do esquilo Spip enfrentam situações perigosas e sobrenaturais. Seu estilo lembra um pouco de outras histórias de banda desenhada como As Aventuras de Tintim e Astérix.
No Brasil a série foi transmitida pelo canal pago HBO Family e atualmente pela TV Brasil desde 26 de maio de 2011.

## Personagens
- Spirou - Um repórter corajoso e aventureiro que sempre se arrisca por seus amigos. Ele está sempre acompanhado de seu esquilo de estimação Spip e seu melhor amigo Fantásio em suas aventuras.

- Fantásio - O melhor amigo e acompanhante de Spirou em suas aventuras. Ele também é um repórter. Ele tende a ser mais nervoso e desastrado que Spirou dando um ar cómico no desenho. Fantásio tem também um primo chamado Zantáfio.

- Spip - O esquilo de estimação de Spirou. Sempre segue Spirou e Fantásio nas suas aventuras jornalísticas.

- Conde de Champignac - Um velho cientista amigo de Spirou e Fantásio que costuma auxiliá-los em suas aventuras de vez em quando.

- Seccotine - Uma jornalista amiga de Spirou e Fantásio que também costuma acompanhá-los nas aventuras.

- Zorglub - Um cientista maléfico que tenta conquistar o mundo com seu exército de máquinas como seu robô assistente o Zero. Tem uma filha chamada Zaoki que demonstra amizade com Spirou e seus amigos.

- Zaoki - A filha de Zorglub. Diferente do pai não é malvada chegando até a querer impedir seus planos de dominação mundial. Ela demonstra uma amizade com Spirou e Fantásio.

- Zantáfio - O primo de Fantásio geralmente chamado apenas de Zanta. É maléfico e ganancioso tendo uma vez traido o próprio primo.

## Episódios

### 1ª temporada
1. A Ilha de Zorglub - Parte 1 (L'Île de Zorglub 1)
2. A Ilha de Zorglub - Parte 2 (L'Île de Zorglub 2)
3. A Lenda do Gelo (Légende glacée)
4. L'Arche de Zorglub
5. Vengeance de samouraï
6. Robert le robot
7. Le 3e Composant
8. Formez le cercle
9. Spip ne répond plus
10. Enfer vert
11. Hibernator
12. Un monstre de toute beauté
13. La Revanche de Zorglub

### 2ª temporada
1. Le ciel est tombé sur nos têtes
2. L'École des petits génies
3. Fantasio fait des étincelles
4. La taille fait la différence
5. Cure de jouvence
6. La Clé d'Uhr
7. Shamash
8. Trou bleu
9. Super paparazzi
10. L'Armée des ombres
11. Zaoki décroche la Lune
12. In vivo
13. Zorglub ne tourne pas rond
14. Éclipse Totale
15. Seuls contre moi
16. Poulpe fiction
17. Fan de Zorglub
18. Bug
19. numéro 1
20. Z-H2-O
21. Coup de foudre
22. Spirou et Fantasia
23. Le grand ménage
24. Paradis perdu
25. Série B
26. La femme invisible

## Dubladores
- Spirou - Gustavo Freddi
- Fantasio - Renato Hermeto
- Professor Champignac - Ricardo Righi
- Zantafio - Nando Motta
- Vozes adicionais: Alessandra Carneiro, Alexandre Silva, André Moreno, Bruno Cafaggi, Cecília Fernandes, Gustavo Marquezine, Janio Fonesca, Luana Costa, Luciano Luppi, Marcelo do Vale, Mitsi Coutinho, Olavino Marçal, Rafaela Lôbo e Renata Corrêa
- Direção: Alessandra Carneiro
- Estúdio: Bright Way Productions, Belo Horizonte